# Sony Xperia sole
Il Sony Xperia sole (venduto nel resto del mondo col nome di Sony Xperia sola) è uno smartphone Android prodotto da Sony. Viene venduto con Android 2.3 (Gingerbread) ed è aggiornabile a Android 4.0 (Ice Cream Sandwich).

## Hardware
Il display touch screen capacitivo da 3.7", ha una risoluzione di 480×854 px a 265 ppi. Supporta il multi-touch e ha l'High Definition Reality Display con il Sony Mobile Bravia Engine, che migliora le qualità video e foto.
La fotocamera posteriore è da 5 megapixel ed è in grado di registrare video fino a 720p. Le fotografie, a causa delle ridotte dimensioni dello schermo, vengono scattate con differenti proporzioni in base alla risoluzione: le fotografie a 2 megapixel possono essere scattate in 16:9 e in 4:3, le fotografie da 3 megapixel in 16:9 e le fotografie da 5 megapixel in 4:3.
Il telefono ha un processore dual-core da 1 GHz NovaThor, prodotto da ST-Ericsson. Ha 512 MB di RAM e 8GB di memoria interna:
- 2 GB per il sistema operativo.
- 2 GB per le applicazioni.
- 4 GB disponibili all'utente per salvare foto e video.

Il Sony Xperia sole è dotato del sistema NFC (Near Field Communication), che può essere utilizzato con le Xperia SmartTags, tramite le quali si possono attivare determinate applicazioni semplicemente avvicinandovi il telefono cellulare.

## Software
L'Xperia sole ha ricevuto l'aggiornamento ad Android 4.0 (Ice Cream Sandich) il 28 settembre 2012. Sony ha poi confermato che l'Xperia sole non sarebbe stato aggiornato ad Android 4.1.
Con l'aggiornamento a Ice Cream Sandwich sono state introdotte nuove funzionalità:
- Sony first-party music, nuovi programmi per foto e video: "WALKMAN", "Movies" e "Album".
- Una modalità standby che permette di consumare meno energia.
- Una Lock screen ridisegnata, con funzionalità aggiuntive, tra cui la possibilità di visualizzare eventi, anteprime degli SMS e cambiare traccia senza dover sbloccare il telefono.
- La possibilità di ridimensionare i widget.
- Un programma che mostra l'utilizzo dei dati internet, sia WiFi che rete mobile.
- Un task manager (accessibile tenendo premuto il tasto "Home").
- La "Modalità guanti".

## Floating touch™
Peculiarità di questo telefono è il Floating touch™: questa tecnologia permette al telefono di rilevare il dito, anche senza il contatto con il display, fino ad una distanza di 20mm.
Il suo utilizzo, prima dell'aggiornamento ad Android 4.0, era limitato solo all'animazione dello sfondo e al browser, in cui è possibile pre-selezionare i link della pagina prima di toccarli.

### Modalità guanti
Con l'aggiornamento a Ice Cream Sandwich, viene introdotta la Modalità Guanti. La "Modalità Guanti" (Glove Mode in inglese), permette, come suggerisce il nome, di utilizzare il telefono anche se si indossano dei guanti. È il secondo telefono venduto in Italia, dopo il Lumia 920, ad avere questa caratteristica. Quando viene attivata la "Modalità Guanti" sul display viene visualizzato un piccolo cerchio sotto al punto in cui viene rilevato il dito dell'utente. Il software, inoltre, riconosce la differenza tra un tocco normale e un tocco fatto indossando un guanto, il che rende possibile utilizzare il telefono senza un guanto anche quando la "Modalità Guanti" è attivata.